# ノエル＝ニコラ・コワペル
ノエル＝ニコラ・コワペル（Noël-Nicolas Coypel、1690年11月17日 - 1734年12月14日）は、フランスの画家である。

## 略歴
パリで生まれた。父親は王立絵画彫刻アカデミーの学長などを務めたノエル・コワペルで、年の離れた異母兄のアントワーヌ・コワペル（Antoine Coypel:1661-1722)は1716年から王室の筆頭画家"premier peintre du roi"を務めていた。父親から絵画を学び、父親はコワペルが15歳の時に亡くなったが、アカデミーで」の研究を続け、何度かアカデミーの賞を受賞した。1716年に王立絵画彫刻アカデミーの会員に選ばれ、宮廷画家になったが、44歳で病気で亡くなったこともあって、父や兄のようなフランスの宮廷画家としての高い地位にはつけなかった。
1733年にアカデミーの教授に任じられ、ジャン・シメオン・シャルダンを教えたが、翌年亡くなった。

## 作品

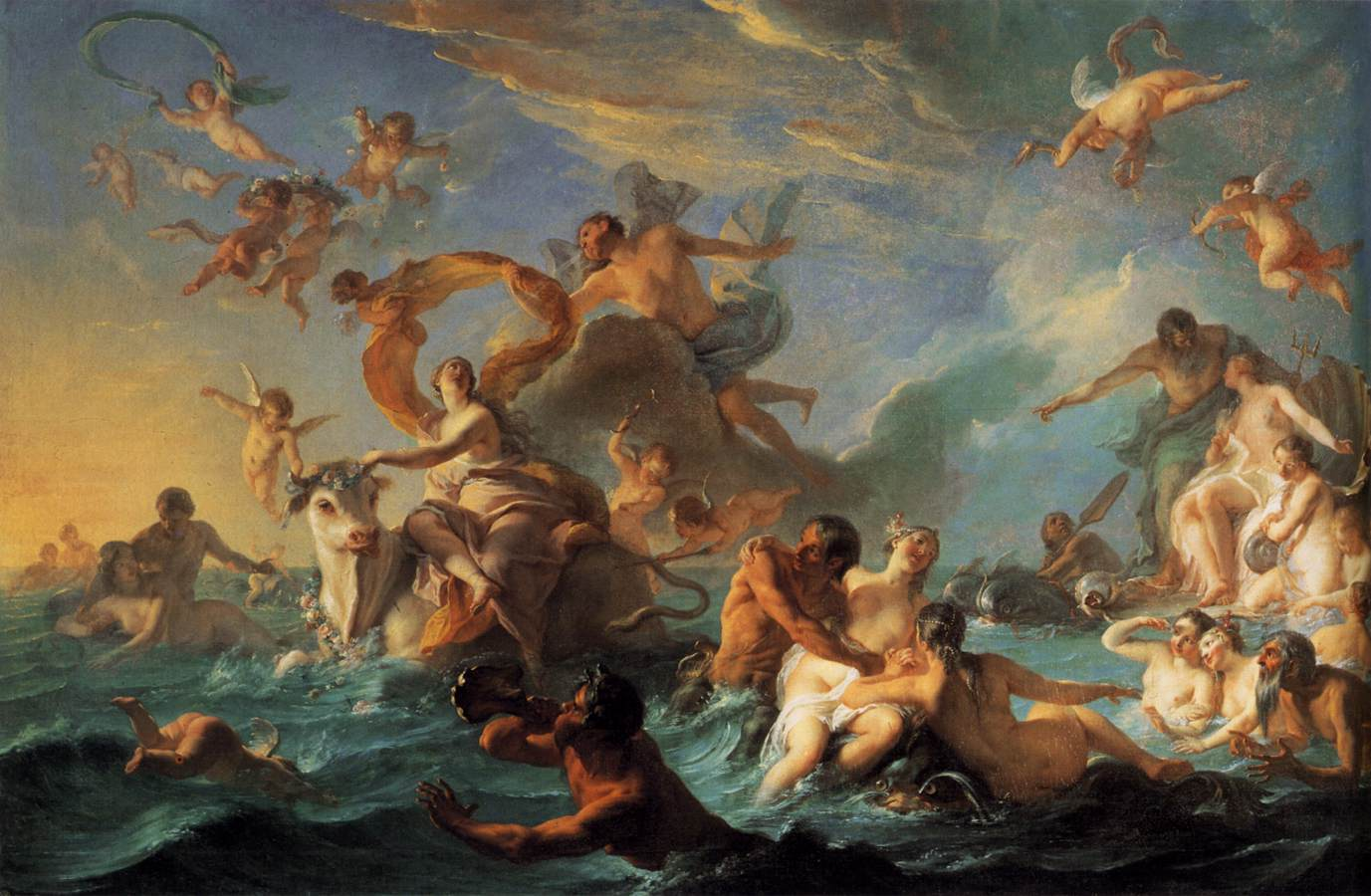
"L'Enlèvement d'Europe" (1727)
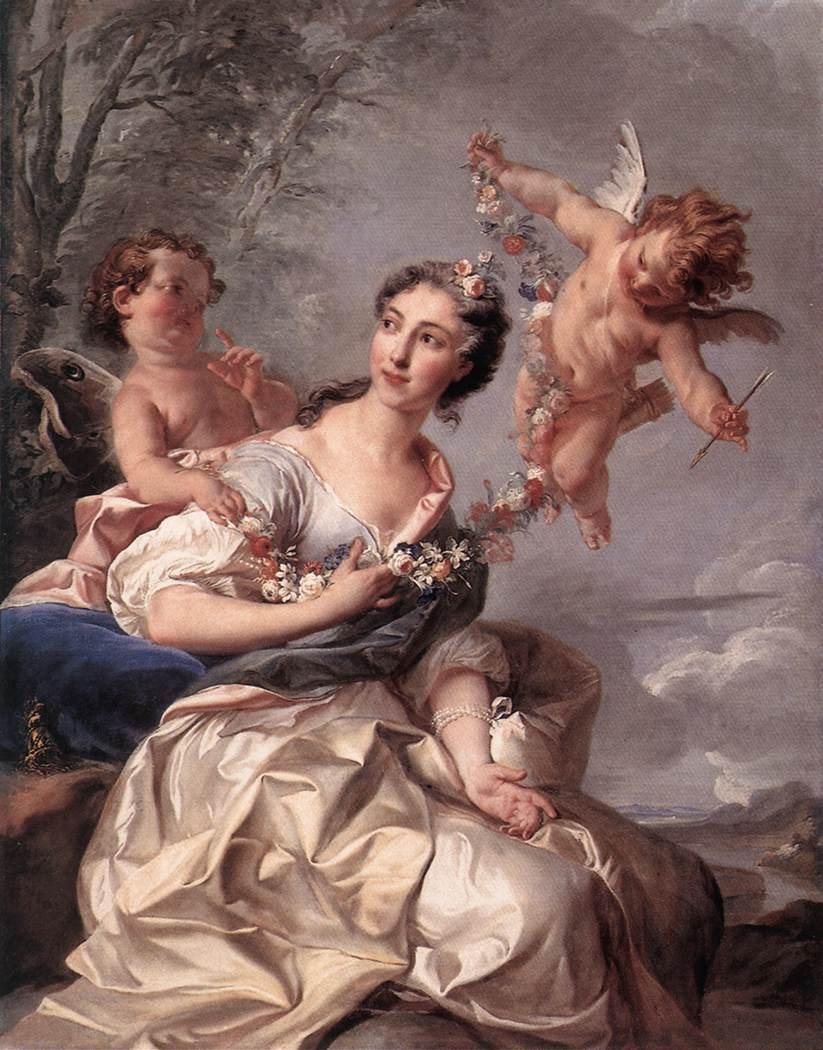
ヴィーナスに凝した王妃ルイーズ・エリザベート,(1731)
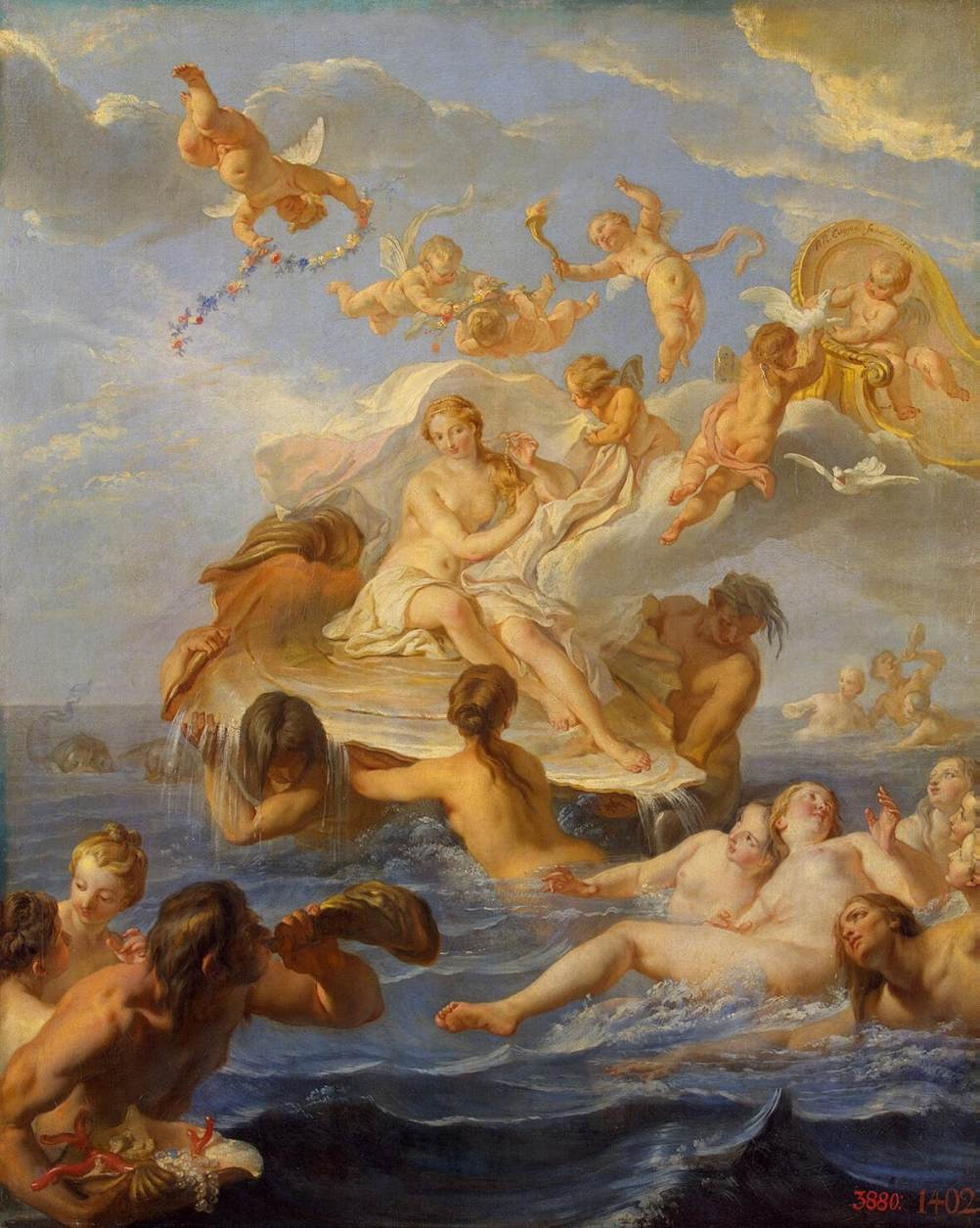
『ヴィーナスの誕生』,(1732)